# Canna (esport)
Pour les articles homonymes, voir Canna.
Kim Chang-dong (en coréen 김창동), plus connu sous le pseudonyme de Canna, est un joueur professionnel  de League of Legends qui évolue au poste de toplaner pour l'équipe esport française Karmine Corp.
Il a notamment remporté lors de son premier split en tant que titulaire chez T1 un titre de champion de Corée du Sud en 2020, ainsi qu'un titre de champion d'Europe avec la Karmine Corp en 2025. Il a également joué pour les équipes sud-coréennes Nongshim RedForce (en) en 2022 et Dplus KIA en 2023. 
Durant le mois de mai 2024, Canna est annoncé chez la Karmine Corp et depuis évolue au sein de la LEC.

## Carrière

### Saison 2020
Kim « Canna » Chang-dong commence sa carrière en 2020 chez T1, aux côtés de Kim « Roach » Kang-hee, avec qui il partageait la place de toplaner, de Moon « Cuzz » Woo-chan, de Choi « Ellim » El-lim, de Lee « Faker » Sang-hyeok, de Park « Teddy » Jin-seong et de Lee « Effort » Sang-ho. 
Durant son premier split avec l'équipe sud-coréenne, Canna terminera à la deuxième position de la saison régulière, et obtiendra même la première place des playoffs, avec une victoire face à DRX puis une victoire face à Gen.G 3 à 0. Il deviendra l'un des rares joueurs à obtenir un titre de LCK lors de son premier split dans la ligue.
Le Summer Split ne se déroulera pas de la même manière avec une quatrième place obtenue lors de la saison régulière, et une cinquième position obtenue après leur défaite face aux Afreeca Freecs (en) 1 à 2. Ils disputeront donc la finale régionale, afin d'obtenir une place aux Worlds. Ils affronteront une nouvelle fois les Afreeca Freecs, qu'ils batteront 3 à 1, mais ils devront s'incliner 3-0 face à Gen.G, brisant ainsi tout espoir d'aller aux Worlds.

### Saison 2021
Le toplaner reste chez T1 en 2021, toujours accompagné de Cuzz, Ellim, Faker et Teddy, mais avec de nouveaux renforts : Ryu « Keria » Min-seok au poste de support, ainsi que Choi « Zeus » Woo-je, Mun « Oner » Hyeon-jun, Lee « Clozer » Ju-hyeon et Lee « Gumayusi » Min-hyeong en tant que remplaçants sur les quatre autres rôles,.
Ils feront des performances moyennes durant le segment de printemps, avec une quatrième place durant la saison régulière, et une quatrième place lors des playoffs, après une défaite face à Gen.G. Ils obtiendront une nouvelle quatrième position durant la saison régulière du Summer Split et se qualifient pour les playoffs. Ils parviendront à atteindre la finale des playoffs après leurs victoires face à Liiv Sandbox (en) et face à Gen.G, mais ils s'inclineront face à Damwon KIA 1 à 3.
Toutefois, la victoire face à Gen.G leur a permis d'aller à la Laugardalshöll de Reykjavik, en Islande, afin de disputer les Worlds. Ils joueront un Bo5 face à Hanwha Life Esports (en) afin de définir le seeding des deux équipes pour les Worlds, et le remporteront 3 à 2.
Canna et ses coéquipiers joueront dans le groupe B, où se trouve Edward Gaming, 100 Thieves (en) et DetonatioN FocusMe. Ils finiront premiers de leur groupe, avec cinq victoires pour une seule défaite. Ils se retrouveront face à Hanwha Life Esports lors des quarts de finales, qu'ils battront 3-0. Ils affronteront en demi-finale Damwon KIA, contre qui ils s'inclineront 2 à 3.

### Saison 2022
Après deux ans chez T1, l'équipe se sépare de Canna. Il finit alors chez Nongshim RedForce (en), avec à ses côtés Lee « Dread » Jin-hyeok, Gwak « Bdd » Bo-seong, Jang « Ghost » Yong-jun et Lee « Effort » Sang-ho. Cependant, le Spring Split et le Summer Split s'avèreront plutôt mauvais, avec une double huitième position, sans qualification aux playoffs.

### Saison 2023
Après une saison chez Nongshim RedForce, Canna va rejoindre Dplus KIA, aux côtés de Kim « Canyon » Geon-bu, Heo « ShowMaker » Su, Kim « Deft » Hyuk-kyu et Kim « Kellin » Hyeong-gyu. Ils feront un début de saison correct, avec une quatrième place durant la saison régulière du printemps, les qualifiant donc en playoffs. Cependant, ils seront éliminés dès leur première série face à Hanwha Life Esports (en).
Le même schéma se reproduira durant le Summer Split, avec une quatrième place de la saison régulière et une cinquième place des playoffs, avec cette fois-ci une défaite face à T1. Ils joueront tout de même la finale régionale afin de se qualifier aux Worlds, et, après leurs victoires face à DRX et Hanwha Life Esports, Canna et ses coéquipiers se qualifient aux Worlds 2023, se déroulant en Corée du Sud.
Pour leurs premiers matchs de phase de système suisse à Séoul, l'équipe s'inclinera face à G2 Esports, puis face à KT Rolster. Pour ce qui pourrait être son dernier match de la saison, Dplus Kia fait face à l'équipe suisse Team BDS lors d'une phase de Bo3, et s'impose 2-0. Une seconde victoire 2-0face à l'équipe vietnamienne de GAM Esports leur offre une chance de se qualifier à la phase finale de la compétition. De nouveau face à KT Rolster, l'équipe de Canna va s'incliner 2-0 et sont éliminés des Worlds 2023 avec une 9e-11e position.

### Saison 2024
Après un split sans équipe, Canna rejoint l'équipe française Karmine Corp, évoluant au sein du LEC. Il jouera aux côtés de Can « Closer » Çelik, de Vladimiros « Vladi » Kourtidis, de Elias « Upset » Lipp et de Raphaël « Targamas » Crabbé.
Canna et son équipe se qualifient en playoffs grâce à leur cinquième position durant la saison régulière. Durant les playoffs, la Karmine Corp s'incline face à G2 Esports et chute en loser bracket. Ils feront face aux MAD Lions KOI, puis à SK Gaming, contre qui ils s'imposeront,. La Karmine Corp va alors atteindre la phase de Bo5, et va s'incliner 3-2 face à BDS.

### Saison 2025
Canna continue son aventure chez la Karmine Corp en 2025, toujours avec Vladi et Targamas, mais avec deux nouveaux joueurs : Martin « Yike » Sundelin et Caliste « Caliste » Henry-Hennebert. Ils finissent second de la saison régulière du Winter Split, et se qualifient aux playoffs. Ils affrontent alors Team Vitality, puis Movistar KOI contre qui ils vont s'imposer, mais ils s'inclineront face à G2 Esports. La Karmine Corp glisse donc en loser bracket, où ils seront victorieux face à Fnatic, puis remporte la finale face à G2 3 à 0. Canna et ses coéquipiers deviennent alors champions d'Europe et se qualifient au First Stand qui a lieu en Corée du Sud.
La Karmine aura une phase de groupe compliquée, avec une unique victoire en BO3 face à l'équipe chinoise Top Esports. Ils seront tout de même qualifiés pour la demi-finale de la compétition, face aux CTBC Flying Oysters, contre qui ils s'imposeront. Cette victoire leur permet d'atteindre la finale face aux joueurs de Hanwha Life Esports (en), mais la Karmine Corp ne parviendra pas à obtenir la victoire finale.
Pour le Spring Split, Canna et son équipe obtiennent la première place de la saison régulière, dont deux de ses victoires ont eu lieu aux Arènes d'Évry-Courcouronnes, où réside la Karmine Corp. Ils se qualifient donc en playoffs et chutent face à Movistar KOI. Ils feront un passage par le loser bracket, où ils s'imposeront face à Heretics, puis face à Fnatic.

## Récompenses
- LCK 2nd All-Pro Team au Summer 2020
- LEC 1st All-Pro Team au Spring 2025

## Résultats

### T1 (2020 - 2021)

#### 2020
- LCK 2020 Spring - Saison Régulière | 2e
- LCK 2020 Spring - Playoffs | 1er
- Mid-Season Cup 2020 | 7e-8e
- LCK 2020 Summer - Saison Régulière | 4e
- LCK 2020 Summer - Playoffs | 5e
- LCK 2020 Regional Finals | 2e

#### 2021
- LCK 2021 Spring - Saison Régulière | 4e
- LCK 2021 Spring - Playoffs | 4e
- LCK 2021 Summer - Saison Régulière | 4e
- LCK 2021 Summer - Playoffs | 2e
- LCK 2021 Regional Finals | 1er
- Worlds 2021 | 3e-4e

### Nongshim RedForce (2022)

#### 2022
- LCK 2022 Spring - Saison Régulière | 8e
- LCK 2022 Summer - Saison Régulière | 8e

### Dplus KIA (2023)

#### 2023
- LCK 2023 Spring - Saison Régulière | 4e
- LCK 2023 Spring - Playoffs | 5e
- LCK 2023 Summer - Saison Régulière | 4e
- LCK 2023 Summer - Playoffs | 5e
- LCK 2023 Regional Finals | 2e
- Worlds 2023 | 9e-11e

### Karmine Corp (2024 - )

#### 2024
- LEC 2024 Summer - Saison Régulière | 5e
- LEC 2024 Summer - Playoffs | 4e

#### 2025
- LEC 2025 Winter - Saison Régulière | 2e
- LEC 2025 Winter - Playoffs | 1er
- First Stand Tournament 2025 | 2e
- LEC 2025 Spring - Saison Régulière | 1er
- LEC 2025 Spring - Playoffs | 3e